# المدرسة العليا للفنون الجميلة بالدار البيضاء
المدرسة العليا للفنون الجميلة بالدار البيضاء تأسست سنة 1962 وعُيّن الفنان المغربي فريد بلكاهية مديراً لها، وبعد سنوات قليلة من تأسيسها كانت المدرسة العليا للفنون الجميلة بالدار البيضاء سباقة إلى إحداث ثورة فنية ضد الإرث الاستعماري، فعوضت الصباغة والألوان الغربية بالفن التجريدي الممزوج بالفن الأفريقي والأمازيغي المستوحى من السجاد والمجوهرات وفن الخط والحناءن واستعمل فنانوها مثل الفنان فريد بلكاهية مواد محلية كالنحاس والجلد مما ساهم في إطلاق ثورة ثقافية بخلفية مغربية أمازيغية وأفريقية تركت أثرها لدى أجيال من الفنانين”.

## مجموعة 65 الفنية
بعد ثلاث سنوات من تأسيس المدرسة العليا للفنون الجميلة بالدار البيضاء، أنشأ فنانون مغاربة من أبرز التشكيليين تيارا فنيا تحت اسم "مجموعة 65 الفنية" نسبة إلى العام الذي ظهرت فيه، مثل محمد شبعة ومحمد المليحي ومحمد حميدي، إلى جانب بلكاهية 

## التخصصات
تقترح المدرسة التخصصات الثلاث الآتية:
- الفنون التشكيلية.
- التصميم الداخلي.
- التصميم الإشهاري